# Sony Pictures Animation
Sony Pictures Animation è una casa di produzione cinematografica statunitense divisione della Sony Pictures Entertainment, fondata nel 2002, che produce film di animazione in computer grafica.
L'animazione digitale per i suoi film è realizzata dalla Sony Pictures Imageworks. Sony Pictures Animation è stata creata dopo il successo del cortometraggio animato The ChubbChubbs! della ImageWorks.
Il suo primo film, Boog & Elliot a caccia di amici, è uscito il 29 settembre 2006; il secondo film, Surf's Up - I re delle onde, è uscito l'8 giugno 2007.

## Film

### Lungometraggi
| n. | Titolo italiano                                | Titolo originale                            | Anno | Regista                                              |
| -- | ---------------------------------------------- | ------------------------------------------- | ---- | ---------------------------------------------------- |
| 1  | Boog & Elliot - A caccia di amici              | Open Season                                 | 2006 | Roger Allers e Jill Culton                           |
| 2  | Surf's Up - I re delle onde                    | Surf's Up                                   | 2007 | Chris Buck e Ash Brannon                             |
| 3  | Boog & Elliot 2                                | Open Season 2                               | 2008 | Matthew O'Callaghan e Todd Wilderman                 |
| 4  | Piovono polpette                               | Cloudy with a Chance of Meatballs           | 2009 | Phil Lord e Christopher Miller                       |
| 5  | Boog & Elliot 3                                | Open Season 3                               | 2010 | Cody Cameron                                         |
| 6  | I Puffi                                        | The Smurfs                                  | 2011 | Raja Gosnell                                         |
| 7  | Il figlio di Babbo Natale                      | Arthur Christmas                            | 2011 | Sarah Smith                                          |
| 8  | Pirati! Briganti da strapazzo                  | The Pirates! In an Aventure with Scientists | 2012 | Peter Lord                                           |
| 9  | Hotel Transylvania                             | Hotel Transylvania                          | 2012 | Genndy Tartakovsky                                   |
| 10 | I Puffi 2                                      | The Smurfs 2                                | 2013 | Raja Gosnell                                         |
| 11 | Piovono polpette 2 - La rivincita degli avanzi | Cloudy with a Chance of Meatballs 2         | 2013 | Cody Cameron e Kris Pearn                            |
| 12 | Hotel Transylvania 2                           | Hotel Transylvania 2                        | 2015 | Genndy Tartakovsky                                   |
| 13 | Piccoli brividi                                | Goosebumps                                  | 2015 | Rob Letterman                                        |
| 14 | Boog & Elliot 4 - Il mistero della foresta     | Open Season: Scared Silly                   | 2016 | David Feiss                                          |
| 15 | Surf's Up 2 - Uniti per vincere                | Surf's Up 2: WaveMania                      | 2017 | Henry Yu                                             |
| 16 | I Puffi - Viaggio nella foresta segreta        | Smurfs: The Lost Village                    | 2017 | Kelly Asbury                                         |
| 17 | Emoji - Accendi le emozioni                    | The Emoji Movie                             | 2017 | Anthony Leondis                                      |
| 18 | Gli eroi del Natale                            | The Star                                    | 2017 | Timothy Reckart                                      |
| 19 | Peter Rabbit                                   | Peter Rabbit                                | 2018 | Will Gluck                                           |
| 20 | Hotel Transylvania 3 - Una vacanza mostruosa   | Hotel Transylvania 3 - Summer Vacation      | 2018 | Genndy Tartakovsky                                   |
| 21 | Piccoli brividi 2 - I fantasmi di Halloween    | Goosebumps 2: Haunted Halloween             | 2018 | Ari Sandel                                           |
| 22 | Spider-Man - Un nuovo universo                 | Spider-Man: Into the Spider-Verse           | 2018 | Bob Persichetti, Peter Ramsey e Rodney Rothman       |
| 23 | Angry Birds 2 - Nemici amici per sempre        | The Angry Birds Movie 2                     | 2019 | Thurop Van Orman e John Rice                         |
| 24 | I Mitchell contro le macchine                  | The Mitchells vs the Machines               | 2021 | Mike Rianda e Jeff Rowe                              |
| 25 | Il drago dei desideri                          | Wish Dragon                                 | 2021 | Chris Appelhans                                      |
| 26 | Vivo                                           | Vivo                                        | 2021 | Kirk DeMicco                                         |
| 27 | Hotel Transylvania - Uno scambio mostruoso     | Hotel Transylvania: Transformania           | 2022 | Derek Drymon e Jennifer Kluska                       |
| 28 | Spider-Man: Across the Spider-Verse            | Spider-Man: Across the Spider-Verse         | 2023 | Joaquim Dos Santos, Kemp Powers e Justin K. Thompson |
| 29 | Kpop Demon Hunters                             | Kpop Demon Hunters                          | 2025 | Maggie Kang e Chris Appelhans                        |
| 30 | Fixed - Un'ultima avventura                    | Fixed                                       | 2025 | Genndy Tartakovsky                                   |
| 31 | GOAT: Sogna in grande                          | GOAT                                        | 2026 |                                                      |
| 32 | Buds                                           | Buds                                        | 2027 |                                                      |
| 33 | Spider-Man: Beyond the Spider-Verse            | Spider-Man: Beyond the Spider-Verse         | 2027 |                                                      |

### Cortometraggi
- Early Bloomer (2003)
- Boog & Elliot e i dolcetti di mezzanotte (2007)
- The ChubbChubbs! (2007)
- The ChubbChubbs Save Xmas (2007)
- I Puffi - A Christmas Carol (2011)
- Non è mai troppo Pirata (2012)
- Goodnight Mr. Foot (2012)
- I Puffi - La leggenda di Puffy Hollow (2013)
- Super Manny (2013)
- Gli scout di Earl (2013)
- Il primo bagnetto di Steve (2014)
- Attacco dell'orsacchiotto di gomma alto 15 metri (2014)
- Il Cucciolo! (2017)
- Cuccioli Mostruosi (2018)
- Spider-Ham: Imbraciolato nella Rete (2019)
- Hair Love (2019)
- Live Stream (2019)
- Dog Cop 7 (2021)
- The Spider Within: A Spider-Verse Story (2024)

### Serie online
- GO! Cartoons (2017 - 2018)